# 帕爾米拉區 (卡尼亞斯縣)
帕爾米拉區（西班牙語：Palmira District, Cañas），是哥斯達黎加的行政區，位於該國西北部瓜納卡斯特省，由卡尼亞斯縣負責管轄，面積205平方公里，海拔高度225米，2013年人口1,243人，人口密度每平方公里6人。